# 1284 Latvia
1284 Latvia è un asteroide della fascia principale del diametro medio di circa 36,81 km. Scoperto nel 1933, presenta un'orbita caratterizzata da un semiasse maggiore pari a 2,6451583 UA e da un'eccentricità di 0,1712048, inclinata di 10,87957° rispetto all'eclittica.
L'asteroide prende il nome dalla Lettonia (Latvia).